# Jon Drenckhahn
Jon Drenckhahn (...) è un ex giocatore di football americano statunitense, che ha giocato come wide receiver.
Dopo aver giocato per la squadra universitaria statunitense degli Williams Ephs non ha proseguito la carriera nel football giocato, ad eccezione della partecipazione al mondiale 2007 con la nazionale che ha vinto il titolo.

## Palmarès
- 1 Mondiali (2007)